# خالد جاد الله
خالد جاد الله (مواليد 1955) هو لاعب كرة قدم مصري معتزل، سبق له أن لعب مع النادي الأهلي وشارك مع منتخب مصر في الألعاب الأولمبية الصيفية 1984.

## روابط خارجية
- خالد جاد الله على موقع قاعدة بيانات كرة القدم.إي يو (الإنجليزية)
- خالد جاد الله على موقع عالم كرة القدم.نت (الإنجليزية)
- خالد جاد الله على موقع أوليمبيديا (الإنجليزية)